# Чорногорська академія наук і мистецтв
Чорногорська академія наук і мистецтв (чорн. Црногорска академија наука и умјетности) — національна вища наукова і просвітницька установа Чорногорії. Сучасна назва (скорочено ЧАНМ (CANU)). Розташована у столиці держави м. Подгориця.

## Заснування
Академія заснована в 1976 році.
Наприкінці 1960-х років республіканська рада по координації науково-дослідної діяльності та Секретаріат Республіки Чорногорії по освіті, культурі та науці підтримали ініціативу наукових і мистецьких діячів і суспільно-політичних організацій республіки по створенню національного товариства по науці і мистецтву Чорногорії.
Після проведення широкого громадського обговорення Виконавчою Радою Асамблеї Соціалістичної Республіки Чорногорії парламент 12 жовтня 1971 року заснував рішення про створення Товариства з науки і мистецтва Чорногорії.
Товариство засноване як самостійна наукова організація, розташована в Титограді, що об'єднувала видатних учених і діячів усіх галузей мистецтва, з метою всебічного розвитку наукової думки, розвитку і заохочення мистецтва, проведення дослідницьких робіт та самостійно або у співпраці з іншими науковими організаціями заохочення діяльності наукових організацій і вчених Чорногорії.
Товариство наук і мистецтв Чорногорії створено постановою Парламенту Республіки Чорногорії 10 червня 1973 року.
На початку 1975 року Товариство з науки і мистецтв Чорногорії стало повноправним членом Академії наук і мистецтв СФРЮ. Після трьох років успішної роботи Асоціація виросла в Чорногорську академію наук і мистецтв.
У відповідності з угодою з іншими академіями в березні 1976 року оголошено про створення Чорногорської академії наук і мистецтв. У квітні 1976 року, після прийняття Закону про Чорногорську академію наук і мистецтв, Товариство було перетворено в Чорногорську академію наук і мистецтв (ЧАНМ). Згідно з Законом, ЧАНМ є вищою установою в галузі наук і мистецтв у Республіці Чорногорії.
Асамблея Академії, на своїх сесіях, проведених 17 грудня 2004 і 27 травня 2005, ухвалили новий Статут Академії.
В даний час до складу Академії входять 46 членів з Чорногорії і 37 іноземних членів.
Президентами Асоціації і ЧАНМ були академіки:
- Бранко Павічевич (1973—1981),
- Браніслав Шошкич (1981—1985),
- Мірчета Джурович (1985—1989),
- Вукотич Драгутін (1989—2002),
- Момир Джурович (з 2002).

У складі Чорногорської академії наук і мистецтв чотири підрозділи:
- природничих наук,
- соціальних наук,
- гуманітарних наук,
- мистецтв, Діє Інститут мови та літератури імені Петра II Петровича Негоша, кілька комітетів і інші робочі органи.